# Antonio Sastre
Antonio Sastre (Lomas de Zamora, 27 marzo 1911 – 23 novembre 1987) è stato un calciatore argentino, di ruolo centrocampista.

## Carriera
Vinse due volte il Campionato argentino, nel 1938 e nel 1939, e tre volte il Campeonato Paulista nel 1943, nel 1945 e nel 1946. Con la Nazionale conquistò la Copa America nel 1937 e nel 1941.

## Palmarès

### Club

#### Competizioni nazionali
- Campionato argentino: 2

Independiente: 1938, 1939

#### Competizioni statali
- Campionato paulista: 3

San Paolo: 1943, 1945, 1946